# Le Moutaret
Le Moutaret est une commune française située dans le département de l'Isère, en région Auvergne-Rhône-Alpes.
Géographiquement, le village se situe sur une petite montagne faisant face à la chaîne de Belledonne, au nord-est du département de l'Isère, à quelques kilomètres des limites du département de la Savoie.
Ses habitants sont appelés les Moutarins.

## Géographie

### Situation et description

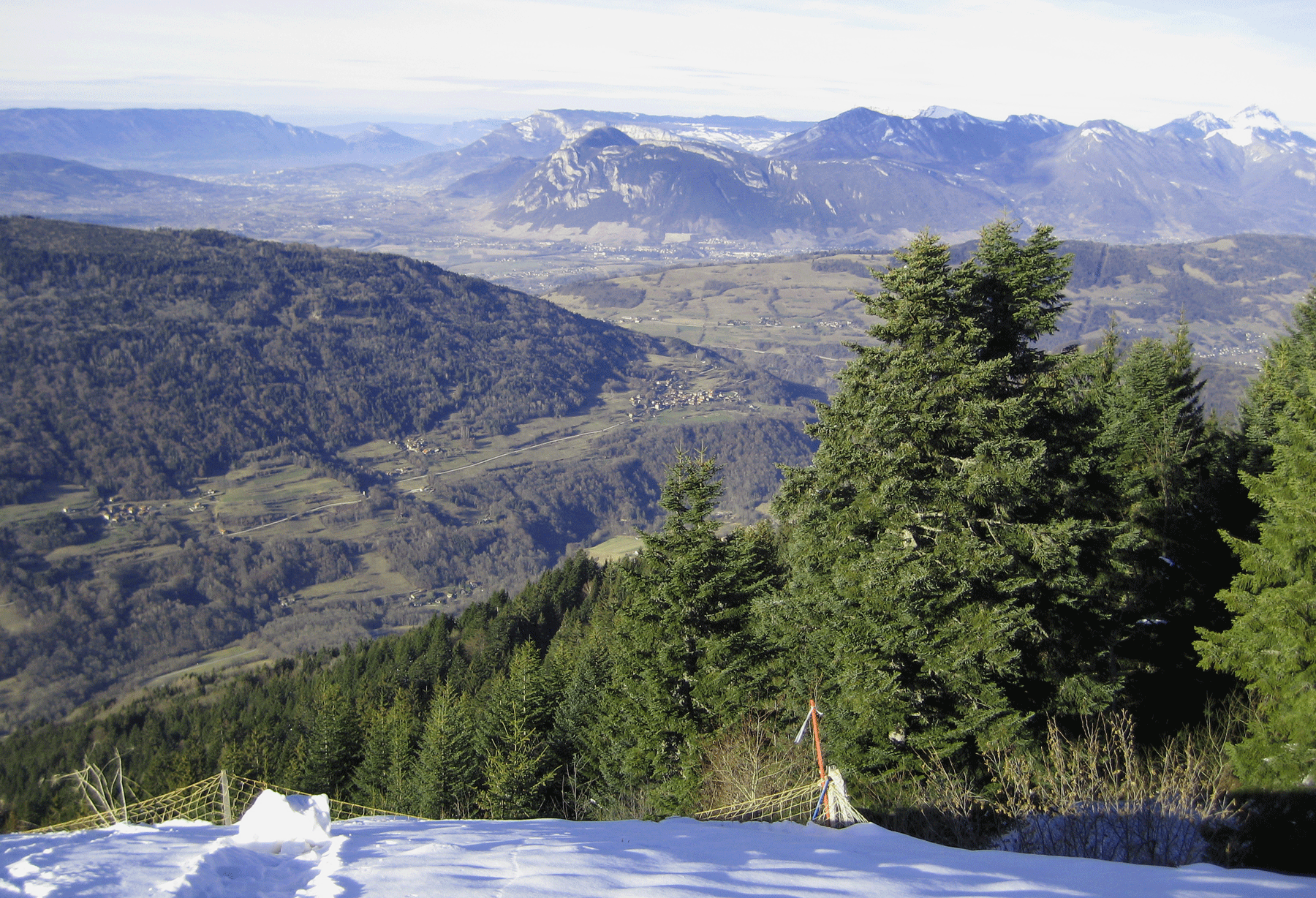
Le village vu depuis la station de sports d'hiver du Collet d'Allevard.

La commune est située au nord-est du département de l’Isère, aux confins de celui de la Savoie. Situé en moyenne montagne dans les « Alpes vertes » du Dauphiné septentrional, le territoire de la commune se trouve dans un environnement de reliefs, composé de massifs élevés (Sept-Laux, Belledonne), de collines bordières, de gorges et de plaines (Grésivaudan, Val Gelon, bassin d’Allevard).
Le village et ses hameaux sont établis sur des reliefs adoucis, au nord-est des pentes orientales de la montagne de Brame-Farine (1 214 m), haute colline bordière du gradin de Belledonne, qui sépare la vallée du Grésivaudan à celle d’Allevard.

### Climat
Pour des articles plus généraux, voir Climat d'Auvergne-Rhône-Alpes et Climat de l'Isère.
En 2010, le climat de la commune est de type climat des marges montargnardes, selon une étude du Centre national de la recherche scientifique s'appuyant sur une série de données couvrant la période 1971-2000. En 2020, Météo-France publie une typologie des climats de la France métropolitaine dans laquelle la commune est exposée à un climat de montagne ou de marges de montagne et est dans la région climatique  Alpes du nord, caractérisée par une pluviométrie annuelle de 1 200 à 1 500 mm, irrégulièrement répartie en été. 
Pour la période 1971-2000, la température annuelle moyenne est de 10,9 °C, avec une amplitude thermique annuelle de 19,2 °C. Le cumul annuel moyen de précipitations est de 1 502 mm, avec 10,3 jours de précipitations en janvier et 9,1 jours en juillet. Pour la période 1991-2020, la température moyenne annuelle observée sur la station météorologique de Météo-France la plus proche, « Saint-Pierre de Soucy », sur la commune de Saint-Pierre-de-Soucy à 7 km à vol d'oiseau, est de 11,5 °C et le cumul annuel moyen de précipitations est de 1 122,4 mm,. Pour l'avenir, les paramètres climatiques de la commune estimés pour 2050 selon différents scénarios d'émission de gaz à effet de serre sont consultables sur un site dédié publié par Météo-France en novembre 2022.

### Hydrographie
Le territoire communal est bordé à l'est et au sud par un torrent alpin, le Breda, cours d'eau d'une longueur de 32,1 kilomètres. Cette rivière prend sa source à l'est des Pointes du Mouchillon (2 347 m) dans le massif d'Allevard avant de longer la commune puis de rejoindre l'Isère.

### Voies de communication
La commune se découvre sur la route (RD525) qui conduit d’Allevard à Pontcharra, itinéraire s’élevant en pente douce le long de la montagne de Brame-Farine et offrant une grande variété de points de vue sur les sommets avoisinants du Pays d’Allevard, ainsi que sur le Val Gelon Savoyard. Les RD9 et RD9a se raccorde cette route au bourg central du Moutaret.

## Urbanisme

### Typologie
Au 1er janvier 2024, Le Moutaret est catégorisée commune rurale à habitat dispersé, selon la nouvelle grille communale de densité à sept niveaux définie par l'Insee en 2022.
Elle est située hors unité urbaine. Par ailleurs la commune fait partie de l'aire d'attraction de Grenoble, dont elle est une commune de la couronne,. Cette aire, qui regroupe 204 communes, est catégorisée dans les aires de 700 000 habitants ou plus (hors Paris),.

### Occupation des sols
L'occupation des sols de la commune, telle qu'elle ressort de la base de données européenne d’occupation biophysique des sols Corine Land Cover (CLC), est marquée par l'importance des forêts et milieux semi-naturels (82 % en 2018), en diminution par rapport à 1990 (84,3 %). La répartition détaillée en 2018 est la suivante : 
forêts (82 %), zones agricoles hétérogènes (18 %). L'évolution de l’occupation des sols de la commune et de ses infrastructures peut être observée sur les différentes représentations cartographiques du territoire : la carte de Cassini (XVIIIe siècle), la carte d'état-major (1820-1866) et les cartes ou photos aériennes de l'IGN pour la période actuelle (1950 à aujourd'hui).

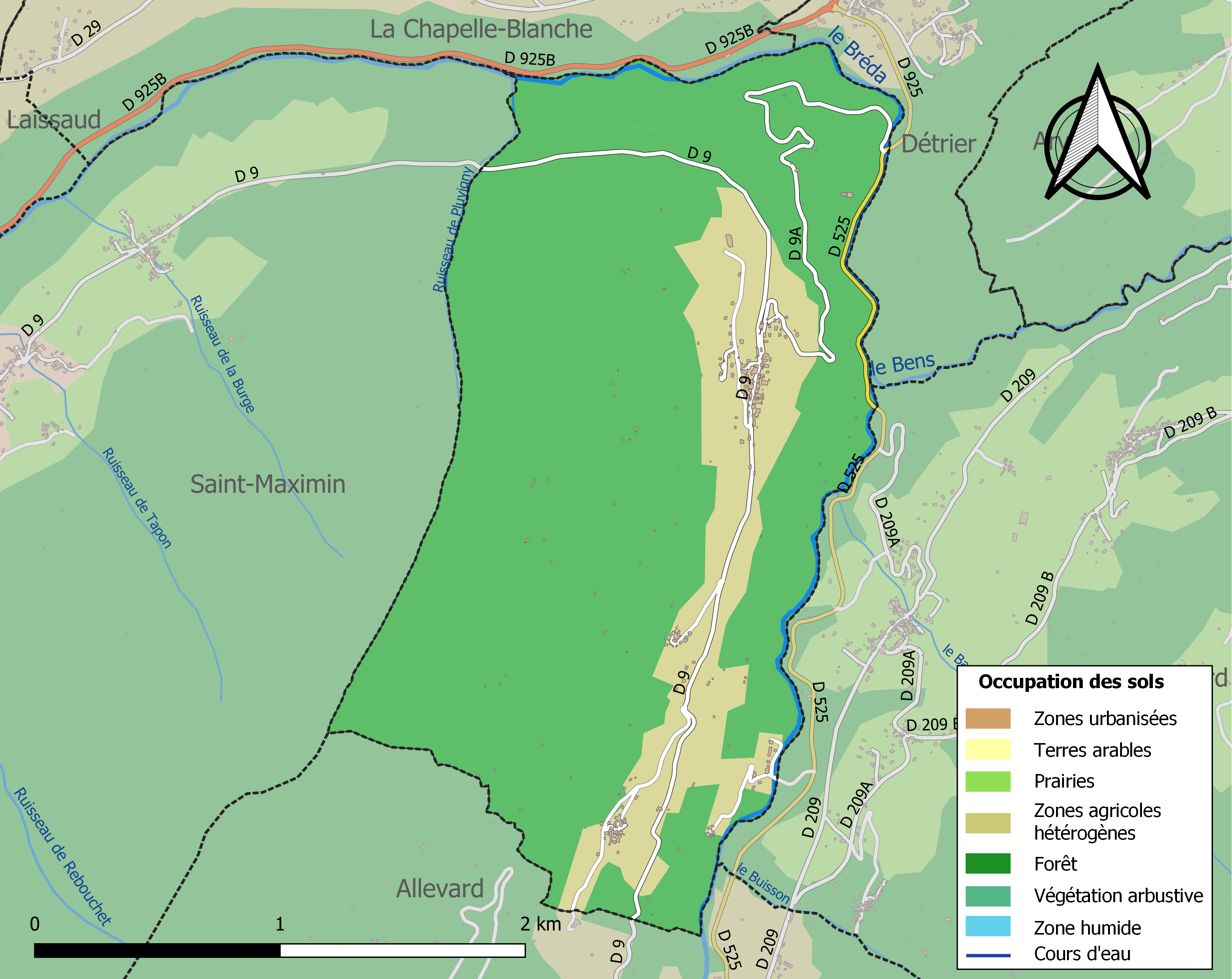
Carte des infrastructures et de l'occupation des sols de la commune en 2018 (CLC).

### Morphologie urbaine
Le Moutaret est un petit village de moyenne montagne avec un bourg dominant la vallée de la Bréda et entouré de quelques hameaux. Il est essentiellement composé de maisons rurales (au niveau du bourg) de quelques maisons individuelles de conception récente et de nombreux corps de fermes en zone rurale.

### Hameaux

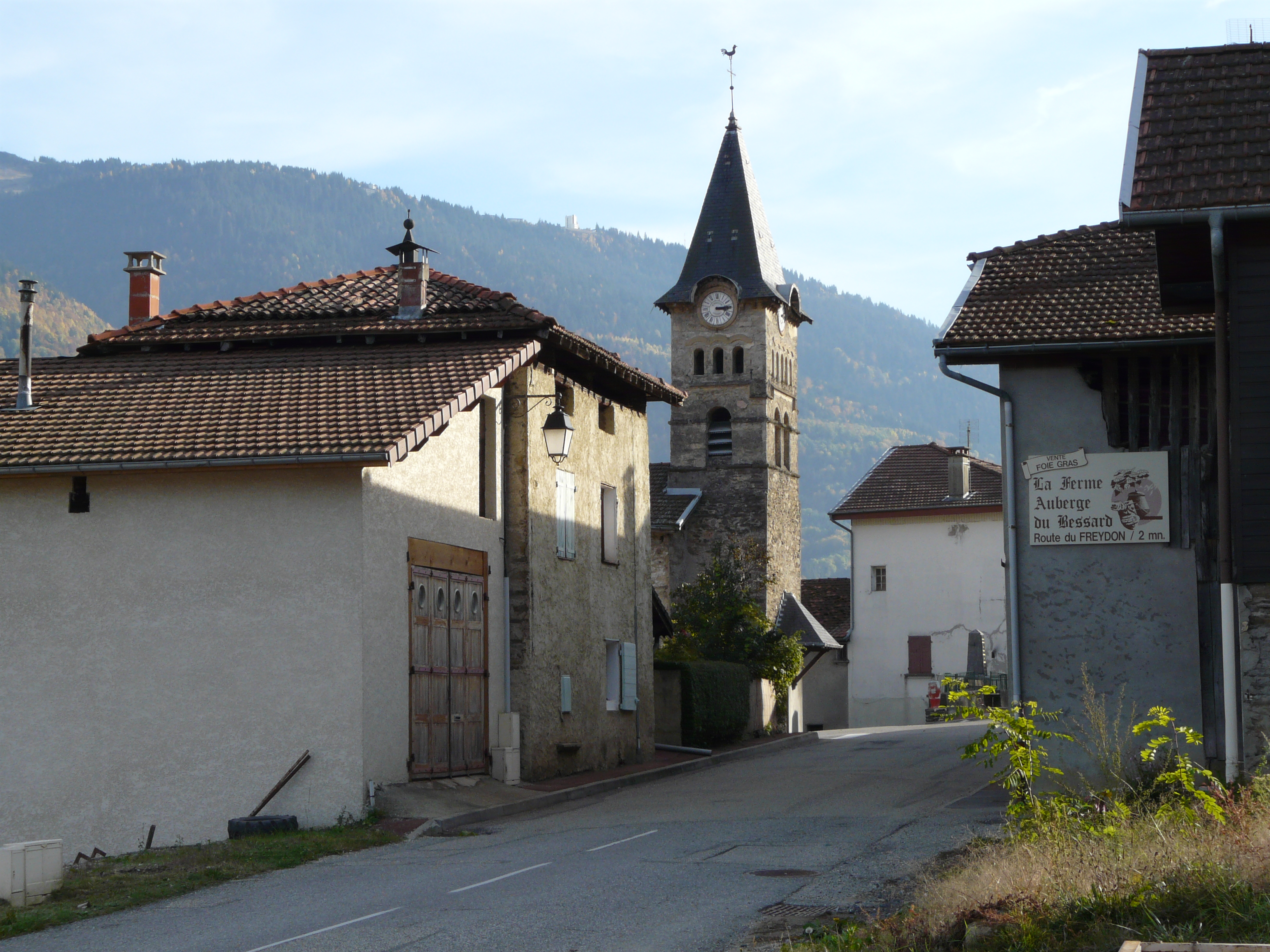
Le Moutaret.

La commune se compose des hameaux :
- le Village
- les Mazures
- Freydon
- l'Ourcière
- le Leyas.

### Risques naturels

#### Risques sismiques
L'ensemble du territoire de la commune du Moutaret est situé en zone de sismicité no 4, comme la plupart des communes de son secteur géographique.
| Type de zone | Niveau            | Définitions (bâtiment à risque normal) |
| ------------ | ----------------- | -------------------------------------- |
| Zone 4       | Sismicité moyenne | accélération = 1,6 m/s2                |

## Toponymie
Le nom a la même origine que "Moustier" ou " Moutier". C'est un diminutif signifiant "le petit monastère" dont l'origine est à rechercher dans l'établissement ici d'une maison religieuse dépendant de l'abbaye de la Novalaise près de Suse en Italie. Au XIVe siècle, les visites pastorales des évêques de Grenoble de la maison de Chissé donnent le nom de "Mostereto".[réf. nécessaire]

## Histoire

### Époque contemporaine
Marius Porte
Le village est la commune natale de Marius Porte (1861) soyeux lyonnais, fils du maire du Moutaret Jean-Baptiste Porte. Marius Porte commandera en 1894 au jeune futur constructeur Marius Berliet (28 ans) sa première voiture en versant 10 000 francs d'arrhes.  
Lorsque la voiture sera livrée, trois ans plus tard, M. Porte, très satisfait, laissera au jeune constructeur véhicule et argent. Cet acte de mécénat marquera le début de la grande aventure industrielle des automobiles Berliet.
Affaire Rattaire
Le 11 novembre 2010, le maire Alain Guilluy fait inscrire sur le monument aux morts 1914-1918 les noms des trois fils d’Adolphe Rattaire, instituteur et secrétaire de la mairie, tombés au champ d’honneur durant la Première Guerre mondiale.
Cet acte réparait une omission volontaire du maire de l’époque Claude Rosset-Fassioz, agriculteur et vigneron, qui avait agi ainsi dans le but d’assouvir une vengeance personnelle.
En effet, ce dernier, socialiste et pacifiste, avait joué de ses relations au moment de la déclaration de guerre, pour éviter que son beau-fils âgé de 20 ans ne soit mobilisé, ce qui n’était pas du goût de l’instituteur, patriote et catholique, qui vit ses trois enfants (Honoré, 22 ans ; Alfred, 26 ans et Louis, 20 ans) tomber l'un après l'autre sur les champs de bataille.
La rancœur entre les deux hommes se transforma bientôt en haine lorsque le village accueillit un prisonnier de guerre allemand qui, contre toute attente fraternisa avec Adolphe Rattaire (le prisonnier était également instituteur dans le civil). Cette relation irrita Claude Rosset-Fassioz qui infligea aussitôt des brimades au captif, lequel se vengea en saccageant les vignes du maire. Rosset-Fassioz accusa alors l’instituteur d’avoir guidé le prisonnier dans son geste. La paix revenue, Claude Rosset-Fassioz réélu à la tête de la commune, révoqua son secrétaire de mairie qui n'était autre que l'instituteur, pour une faute imaginaire et refusa alors obstinément d’inscrire les noms des fils de ce dernier sur le monument aux morts. Bien qu'inscrits sur le registre de recensement de la commune, le maire surpassera la loi en exigeant que la naissance au village devienne un nouveau critère pour pouvoir figurer au fronton du cénotaphe. Adolphe Rattaire, ulcéré quittera le village, puis écrira un peu partout afin d’obtenir gain de cause, mais en vain…

#### LeXXIesiècle
En 2001, le célèbre marronnier qui a traversé les générations fut coupé à l'initiative d'un adjoint du maire de l'époque (le tronc et le sommet étaient aux 3/4 pourris, donc dangereux).
L'école ferma définitivement par manque d'effectif, et les élèves furent scolarisés à l'école de Saint-Maximin, et d'Allevard-les-Bains.

### Histoire industrielle
Situé au bord du Bréda sur la rive gauche, le hameau de l'Ourcière garde les vestiges d'un riche passé industriel essentiellement consacré à la taillanderie. 
Plusieurs ateliers de forges s'y succéderont dès le XVIIIe siècle avec les forges de la famille Grasset, originaire d'Arvillard et exploitant également une taillanderie au Pont-de-Bens, sur La Chapelle du Bard.

Au XIXe siècle, le maître de forges Émile Leborgne y fera fonctionner un moulin et une forge (1842). Dans le même temps, les forges d'Allevard concentreront à l'Ourcière leur production d'outils spéciaux, en particulier « d'outils coloniaux », jusqu'à l'immédiat après-guerre.

## Politique et administration

### Liste des maires
| Période                                  | Période       | Identité                | Étiquette | Qualité |
| ---------------------------------------- | ------------- | ----------------------- | --------- | ------- |
| 2020                                     | En cours      | Alain Guilluy           | SE        |         |
| mars 2008                                | 2014          | Alain Guilluy           | SE        | Cadre   |
| mars 2001                                | mars 2008     | Didier Provost          | SE        | ...     |
| mars 1989                                | mars 2001     | Robert Tissot           | SE        | ...     |
| mars 1971                                | mars 1989     | Jean Perroux            | SE        | ...     |
| mars 1959                                | mars 1971     | André Porte             | SE        | ...     |
| mars 1953                                | mars 1959     | Joannes Perret          | SE        | ...     |
| 1929                                     | mars 1953     | Jules Perret            | SE        | ...     |
| 1925                                     | 1929          | Auguste Vizioz          | SE        | ...     |
| août 1924                                | décembre 1924 | Auguste Vizioz          | SE        | ...     |
| 1922                                     | août 1924     | Jean Vizioz             | SE        | ...     |
| juin 1921                                | décembre 1921 | Jean Vizioz             | SE        | adjoint |
| mai 1912                                 | août 1920     | Claude Rosset-Fassioz   | DVG       | ...     |
| mai 1908                                 | mai 1912      | Auguste François Vizioz | SE        | ...     |
| mai 1900                                 | mai 1908      | Auguste Couturier       | SE        | ...     |
| 1884                                     | 1900          | Jean-François Porte     | SE        | ...     |
| janvier 1881                             | 1884          | Claude Rosset-Fassioz   | SE        | ...     |
| janvier 1875                             | janvier 1881  | Pierre Vizioz           | SE        | ...     |
| 1848                                     | janvier 1875  | Jean-Baptiste Porte     | SE        | ...     |
| 1846                                     | 1848          | François Porte          | SE        | ...     |
| 1833                                     | 1846          | Joseph Vizioz           | SE        | ...     |
| 1830                                     | 1833          | Henri Porte             | SE        | ...     |
| 1821                                     | 1830          | François Rosset-Fassioz | SE        | ...     |
| 1813                                     | 1821          | François Porte          | SE        | ...     |
| AN XIV (1806)                            | 1813          | Georges Vizioz          | SE        | ...     |
| Les données manquantes sont à compléter. |               |                         |           |         |

### Jumelages
La commune du Moutaret n'est jumelée avec aucune autre commune.

## Population et société

### Démographie
L'évolution du nombre d'habitants est connue à travers les recensements de la population effectués dans la commune depuis 1793. Pour les communes de moins de 10 000 habitants, une enquête de recensement portant sur toute la population est réalisée tous les cinq ans, les populations de référence des années intermédiaires étant quant à elles estimées par interpolation ou extrapolation. Pour la commune, le premier recensement exhaustif entrant dans le cadre du nouveau dispositif a été réalisé en 2006.

En 2022, la commune comptait 254 habitants, en évolution de −2,31 % par rapport à 2016 (Isère : +3,07 %, France hors Mayotte : +2,11 %).
| 1793 | 1800 | 1806 | 1821 | 1831 | 1836 | 1841 | 1846 | 1851 |
| ---- | ---- | ---- | ---- | ---- | ---- | ---- | ---- | ---- |
| 436  | 379  | 448  | 456  | 535  | 486  | 534  | 550  | 600  |

| 1856 | 1861 | 1866 | 1872 | 1876 | 1881 | 1886 | 1891 | 1896 |
| ---- | ---- | ---- | ---- | ---- | ---- | ---- | ---- | ---- |
| 581  | 530  | 530  | 448  | 404  | 419  | 380  | 407  | 400  |

| 1901 | 1906 | 1911 | 1921 | 1926 | 1931 | 1936 | 1946 | 1954 |
| ---- | ---- | ---- | ---- | ---- | ---- | ---- | ---- | ---- |
| 343  | 322  | 272  | 258  | 239  | 245  | 214  | 202  | 203  |

| 1962 | 1968 | 1975 | 1982 | 1990 | 1999 | 2006 | 2011 | 2016 |
| ---- | ---- | ---- | ---- | ---- | ---- | ---- | ---- | ---- |
| 179  | 129  | 127  | 128  | 142  | 161  | 198  | 228  | 260  |

| 2021 | 2022 | - | - | - | - | - | - | - |
| ---- | ---- | - | - | - | - | - | - | - |
| 257  | 254  | - | - | - | - | - | - | - |

### Enseignement
La commune est rattachée à l'académie de Grenoble.

### Médias
Historiquement, le quotidien à grand tirage Le Dauphiné libéré consacre, chaque jour, y compris le dimanche, dans son édition du Grésivaudan, un ou plusieurs articles à l'actualité de la communauté de communes, ainsi que des informations sur les éventuelles manifestations locales, les travaux routiers, et autres événements divers à caractère local.
La commune est située sur l'aire de diffusion de radio Ici Isère, une radio publique qui émet sur tout le territoire du département de l'Isère.

### Cultes
La communauté catholique et l'église paroissiale du Moutaret (propriété de la commune) relève de la paroisse Saint-Éloi qui est rattachée au diocèse de Grenoble

## Culture locale et patrimoine

### Lieux et monuments
- L'église Saint-Jean-Baptiste, qui présente un clocher romain remarquable[24].
- La chapelle Saint-Roch[24].
- Quelques vieilles demeures[24].

### Héraldique
|  | Le Moutaret possède des armoiries dont l'origine et le blasonnement exact ne sont pas disponibles. |